# Вояновські (герб)
Вояновські (Домбровські III, Дамбровські, Дамерау, Домбровські, Дамерау-Вояновські, Домбровські-Вояновські, Воєнав, Воянов, Войнов, Леліва відмінний, пол. Wojanowski, Dąbrowski III, Dambrowski, Damerau, Dameraw, Dąmbrowski, Dombrowski, Damerau-Wojanowski, Dąbrowski-Wojanowski, Wojenaw, Woyanow, Woynow, Leliwa odmienny) – шляхетський герб, різновид герба Леліва, вживався родиною, що осіла в Кашубії.

## Опис герба
Відомі, принаймні, два варіанти цього гербу:
Вояновські (Домбровські III) (Wojanowski, Dąbrowski III): У блакитному полі над золотим півмісяцем така ж шестипроменева зірка. У клейноді над шоломом в короні сім страусиних пер – три золоті між чотирма блакитними. Намет блакитний, підбитий золотом. 
Вояновські відмінний (помилково Шеліга відмінний): Щит розділений горизонтально, в верхньому полі, червоному, срібний хрест, в нижньому полі, блакитному, над золотим півмісяцем така ж шестипроменева зірка.  У клейноді над шоломом в короні срібний хрест мальтійський. Намет блакитний, підбитий золотом.

## Історія
Це власний герб родини Домбровських з Воянова, які пізніше стали писатись Вояновськими. Як відміна гербу Леліва був відомий в польських гербовниках, зокрема у Каспера Несецького (Корона польська, 1728 р.) і Яна Кароля Дахновського (Герби шляхетські в землях прусських, бл. 1620 р.). Герб було зображено на епітафійній табличці 1587 року в Оливі, хоча й у дещо спотвореному варіанті (пера в клейноді ніби страусині, верх намету червоний). Герб, прикрашений хрестом іоанітів був власним гербом Щенсного (Фелікса) Вояновського, командора ордену Іоанітів в Познані. Відомий з його печатки 1608 року. 
За Каспером Несецьким різновид (відміна) належав Вояновським з Пруссії (писались z Wojanowa von Damerau). Вояновські, очевидно, мали спільне походження з Чапськими (Czapski). Адам Бонецький пише, що спочатку рід звався Домбровськими з Воянова (Dąbrowski з Wojanowa), пізніше писались  Дамерау в Пруссії (von Damerau), з часом вони назвали себе Вояновськими (Wojanowski).

## Рід
Вояновські (Wojanowski, Wojenaw, Woyanow, Woynow, Damerau-Wojanowski).

### Родина Вояновських
Кашубський шляхетська родина, що походила з Домбрувки в парафії Джицім. Згідно Кнешке, родина ця була спільного походження з Домбровськими гербу Домбровські, тільки мала покинути свій старий герб. Порівняно рано члени цієї родини стали власниками села Вояново й почали писатись Вояновськими. Родина Вояновських була доволі заможною, в XVI ст. згадується Фелікс Домбровський як власник сіл Вояново, Іловниця, Яґатово, Русоцін, Клещево, Заскочин і частини Сомпольного, а також, Пйотр Домбровський як власник частини Тшцинська, Белькувка і Ліневка. Родина вимерла по чоловічій лінії близько половини XVII століття.